# Harry van Raaij
Hendrikus Jacobus Maria (Harry) van Raaij (Haps, 29 augustus 1936 – 16 november 2020) was een Nederlands sportbestuurder.

## Loopbaan
Van Raaij was van 1996 tot 2004 voorzitter van de voetbalclub PSV Eindhoven. Hij volgde Willem Maeyer op en werd op zijn beurt opgevolgd door Rob Westerhof.
In de jaren van 1984 tot 1990 en later in de periode 1993 tot 1996 vervulde Van Raaij de functie van penningmeester bij de Eindhovense voetbalclub. De clubman bestuurde PSV in zijn ruim twintigjarige termijn onder het motto: 'PSV leiden als een onderneming, maar beleven als een club'. Van Raaij werd in 1990 erelid van PSV.
In het dagelijks leven bekleedde Van Raaij een managementfunctie bij Philips.
In 2007 verscheen het boek Harry van Raaij: vader en voorzitter. Dit biografische boek is geschreven door voormalig PSV-watcher en De Telegraaf-journalist Yoeri van den Busken. Van Raaij was een van de mensen die regelmatig geïmiteerd werden door Erik van Muiswinkel. Dit tot grote hilariteit van hemzelf; hij liet daarom een speciale dvd maken door Van Muiswinkel die als voorwoord bij zijn boek werd weggegeven.
Harry van Raaij overleed in november 2020 op 84-jarige leeftijd.